# Petr Maděra (básník)
Petr Maděra (* 10. července 1970, Ostrov) je český básník a prozaik. Kritiky je považován za jednoho z nejvýznamnějších českých básníků, kteří knižně debutovali v 90. letech 20. století.

## Život
Petr Maděra po maturitě vystudoval obor krajinné inženýrství na Vysoké škole zemědělské v Praze, v jehož rámci se orientoval především na krajinářství, sadovnictví, dendrologii a rybníkářství. Poté působil jako pedagog zrakově postižených a věnoval se také svému oboru, pracoval jako krajinný ekolog. Dnes se věnuje grafice a redaktorství odborných časopisů a publikací se zaměřením na vědy o Zemi. Žije v Praze.
Své texty uveřejnil v různých literárních periodikách, jako jsou Iniciály, Modrý květ, Weles, Host, Tvar, Texty, Sedmá generace atd.

## Dílo

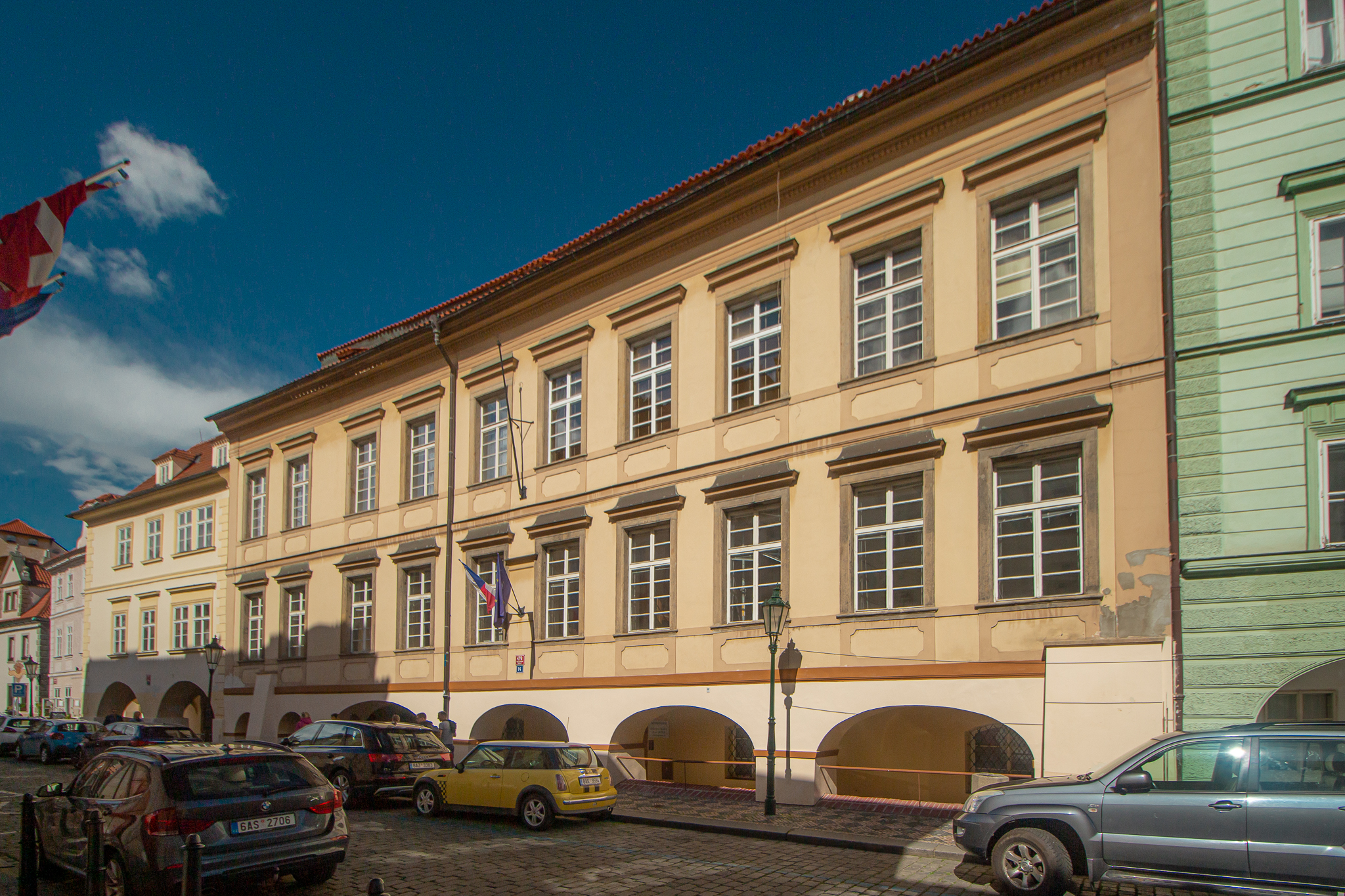
Pražský palác Straků z Nedabylic, zvaný také U sedmi čertů, v němž se odehrává děj příběhu Maděrovy povídky "Černobílé rty".

Jeho tvorba se vyznačuje originální poetikou co do obraznosti i oproštěného a výrazně cizelovaného výrazu, který nezapře holanovské zdroje. Vedle sbírek B. Trojaka, P. Hrušky, P. Borkovce, P. Kolmačky a J. H. Krchovského spoluvytváří podle kritiků jeho sbírky Krevel (Host, 1997) a Komorní hůrka (Host, 2001) horizont současné mladé české poezie. Koncem devadesátých let redakčně spolupracoval s časopisem Weles, kolem něhož se vytvořil okruh spřátelených básníků nejmladší básnické generace.
Povídka Černobílé rty pojednává o minulosti i současném životě v malostranském domě U sedmi čertů.

### Básnické sbírky
- Krevel (Host, 1997)
- Komorní hůrka (Host, 2001)
- Filtrační papíry (Fra, 2014)

### Próza
- Černobílé rty (Protis, 2007), novela; "příběh o lásce ve tmách"

### Knihy pro děti
- Houbeles pictus (Práh, 2008)
- Zelené báje (Mazzel, 2018)

### Účast v antologiích
- Nejlepší české básně 2016
- Nejlepší české básně 2015
- Sto nejlepších českých básní 2012
- Holan 90
- Almanach Pant
- Cesty šírání
- Přetržená nit
- Skřípavá hudba vrat
- Co si myslí andělíček
- S Tebou sám - Antologie současné české milostné poezie
- Básně pro děti – Jak se učil vítr číst
- Antologie nové české literatury 1995-2004
- Antologie české poezie
- Báseň mého srdce / poezie jako výraz osobnosti / rukopisy, portréty, kréda současných českých básníků